# Grass Valley (Oregon)
Grass Valley az Amerikai Egyesült Államok északnyugati részén, Oregon állam Sherman megyéjében helyezkedik el. A 2010. évi népszámláláskor 164 lakosa volt. A város területe 1,32 km², melynek 100%-a szárazföld.
Itt található a 3,7 km-es Oregon Raceway Park versenypálya.

## Népesség

### 2010
A 2010-es népszámláláskor a városnak 164 lakója, 74 háztartása és 47 családja volt. A népsűrűség 124,2 fő/km2. A lakóegységek száma 92, sűrűségük 69,7 db/km2. A lakosok 97%-a fehér,  0,6%-a indián,   0,6%-a egyéb, 1,8%-a pedig kettő vagy több etnikumú. A spanyol vagy latino származásúak aránya 3% (3% mexikói,   )
A háztartások 18,9%-ában élt 18 évnél fiatalabb. 47,3% házas, 14,9% egyedülálló nő, 1,4% egyedülálló férfi, 36,5% pedig nem család. 29,7% egyedül élt; 20,3%-uk 65 éves vagy idősebb. Egy háztartásban átlagosan 2,22 személy élt; a családok átlagmérete 2,74 fő.
A medián életkor 52 év volt. A város lakóinak 21,3%-a 18 évesnél fiatalabb, 2,4% 18 és 24 év közötti, 18,2%-uk 25 és 44 év közötti, 29,3%-uk 45 és 64 év közötti, 28,7%-uk pedig 65 éves vagy idősebb. A lakosok 45,7%-a férfi, 54,3%-a pedig nő.

### 2000
A 2000-es népszámláláskor  a városnak 171 lakója, 75 háztartása és 47 családja volt. A népsűrűség 129,5 fő/km2. A lakóegységek száma 93, sűrűségük 70,5 db/km2. A lakosok 95,32%-a fehér,  2,34%-a indián, 1,17%-a ázsiai,   1,17%-a pedig kettő vagy több etnikumú. A spanyol vagy latino származásúak aránya 3,51% (3,51% mexikói,   )
A háztartások 26,7%-ában élt 18 évnél fiatalabb. 49,3% házas, 12% egyedülálló nő; 37,3% pedig nem család. 34,7% egyedül élt; 22,7%-uk 65 éves vagy idősebb. Egy háztartásban átlagosan 2,28 személy élt; a családok átlagmérete 2,96 fő.
A város lakóinak 24%-a 18 évesnél fiatalabb, 5,8% 18 és 24 év közötti, 22,2%-uk 25 és 44 év közötti, 21,6%-uk 45 és 64 év közötti, 26,3%-uk pedig 65 éves vagy idősebb. A medián életkor 44 év volt. Minden 100 nőre 87,9 férfi jut; a 18 évnél idősebb nőknél ez az arány 80,6.
A háztartások medián bevétele 25 417 amerikai dollár, ez az érték családoknál $31 250. A férfiak medián keresete $41 250, míg a nőké $30 417. A város egy főre jutó bevétele (PCI) $13 843. A családok 6%-a, a teljes népesség 13,6%-a élt létminimum alatt; a 18 év alattiaknál ez a szám 31%, a 65 évnél idősebbeknél pedig 9,5%.

## Fordítás
Ez a szócikk részben vagy egészben  a   Grass Valley, Oregon című angol Wikipédia-szócikk ezen változatának fordításán alapul.  Az eredeti cikk szerkesztőit annak laptörténete sorolja fel. Ez a jelzés csupán a megfogalmazás eredetét és a szerzői jogokat jelzi, nem szolgál a cikkben szereplő információk forrásmegjelöléseként.